# Норт-Баррінгтон (Іллінойс)
Норт-Баррінгтон (англ. North Barrington) — селище (англ. village) в США, в окрузі Лейк штату Іллінойс. Населення — 3171 особа (2020).

## Географія
Норт-Баррінгтон розташований за координатами 42°12′28″ пн. ш. 88°7′54″ зх. д. / 42.20778° пн. ш. 88.13167° зх. д. (42.207795, -88.131730).  За даними Бюро перепису населення США в 2010 році селище мало площу 12,68 км², з яких 12,01 км² — суходіл та 0,66 км² — водойми.

## Демографія
Згідно з переписом 2010 року, у селищі мешкало 3047 осіб у 1066 домогосподарствах у складі 899 родин. Густота населення становила 240 осіб/км².  Було 1163 помешкання (92/км²).
Расовий склад населення:
| - 93,5 % — білих - 3,9 % — азіатів - 0,5 % — чорних або афроамериканців |

До двох чи більше рас належало 1,6 %. Частка іспаномовних становила 2,4 % від усіх жителів.
За віковим діапазоном населення розподілялося таким чином: 28,3 % — особи молодші 18 років, 59,1 % — особи у віці 18—64 років, 12,6 % — особи у віці 65 років та старші. Медіана віку мешканця становила 45,9 року. На 100 осіб жіночої статі у селищі припадало 103,8 чоловіків;  на 100 жінок у віці від 18 років та старших — 101,3 чоловіків також старших 18 років.
Середній дохід на одне домашнє господарство  становив 208 634 долари США (медіана — 151 250), а середній дохід на одну сім'ю — 222 930 доларів (медіана — 163 068). Медіана доходів становила 141 250 доларів для чоловіків та 55 789 доларів для жінок. За межею бідності перебувало 1,9 % осіб, у тому числі 1,9 % дітей у віці до 18 років та 2,2 % осіб у віці 65 років та старших.
Цивільне працевлаштоване населення становило 1428 осіб. Основні галузі зайнятості: освіта, охорона здоров'я та соціальна допомога — 19,0 %, науковці, спеціалісти, менеджери — 18,4 %, фінанси, страхування та нерухомість — 18,1 %.